# Де твоя лінія?
Де твоя лінія? — дебютний мініальбом українського рок-гурту «Лінія Маннергейма», виданий 26 лютого 2018 у цифровій дистрбуції. Тексти до пісень написав Сергій Жадан, музику — Олег Каданов та Євген Турчинов Альбом було записано у Харкові на Студії О!. Оформленням обкладинки займався Мітя Фєнєчкін.

## Список композицій
| #     | Назва              | Тривалість |
| ----- | ------------------ | ---------- |
| 1.    | «Де твоя Лінія?»   | 5:27       |
| 2.    | «Вона танцює»      | 5:51       |
| 3.    | «Південно-західна» | 3:44       |
| 4.    | «Їй 15»            | 4:54       |
| 5.    | «Навчи»            | 3:55       |
| 23:51 |                    |            |

## Учасники запису
- Сергій Жадан – голос, тексти;
- Олег Каданов – гітари, голос, музика;
- Євген Турчинов – гітари, голос, музика;
- Дмитро Зінченко – барабани, бас, синтезатор, гітара (5), запис, зведення.